# Paljasjärvi (Gällivare socken, Lappland)
Paljasjärvi är en sjö i Gällivare kommun i Lappland och ingår i Råneälvens huvudavrinningsområde.